# Synagoge (Brisbane)

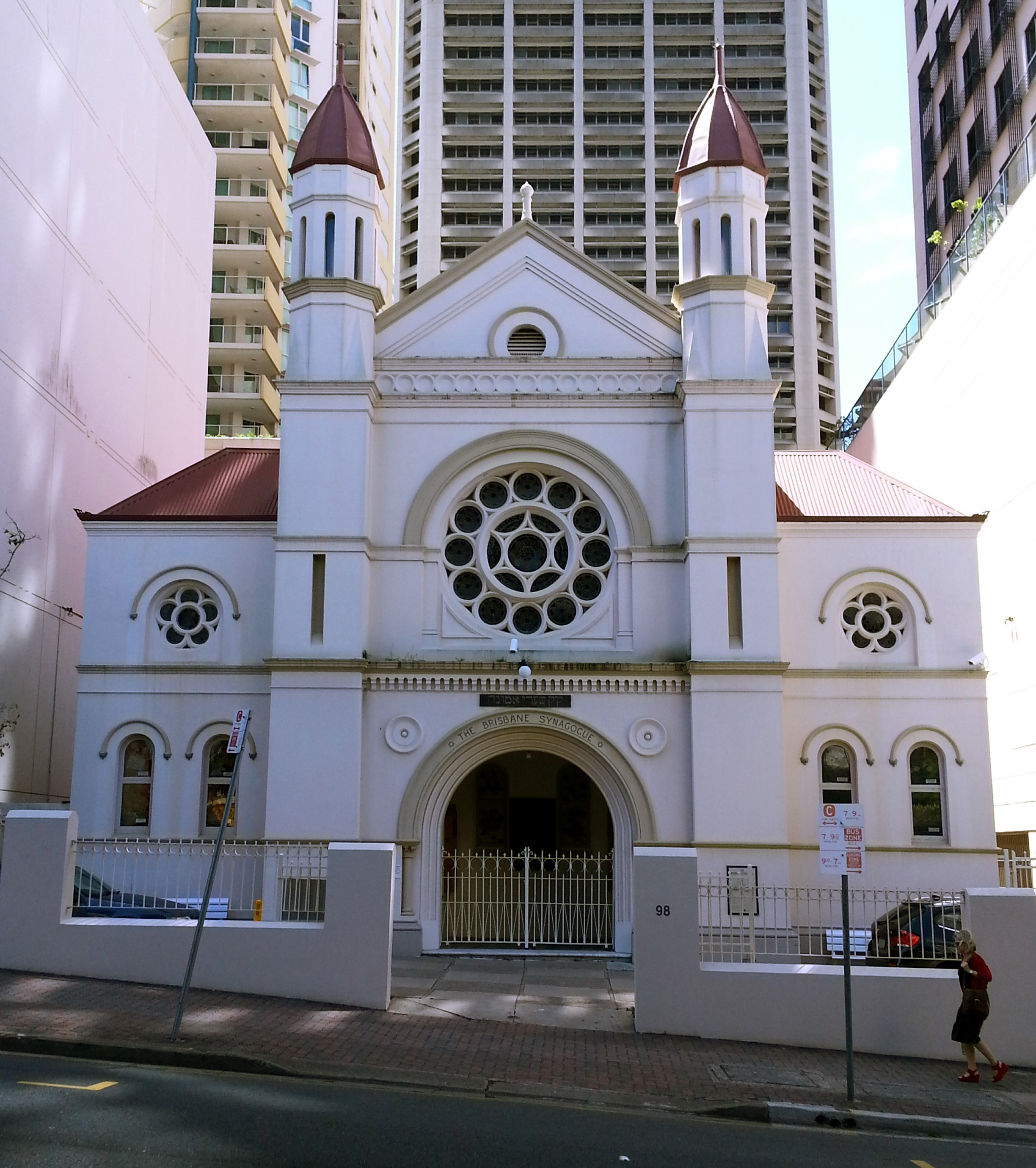
Synagoge in Brisbane

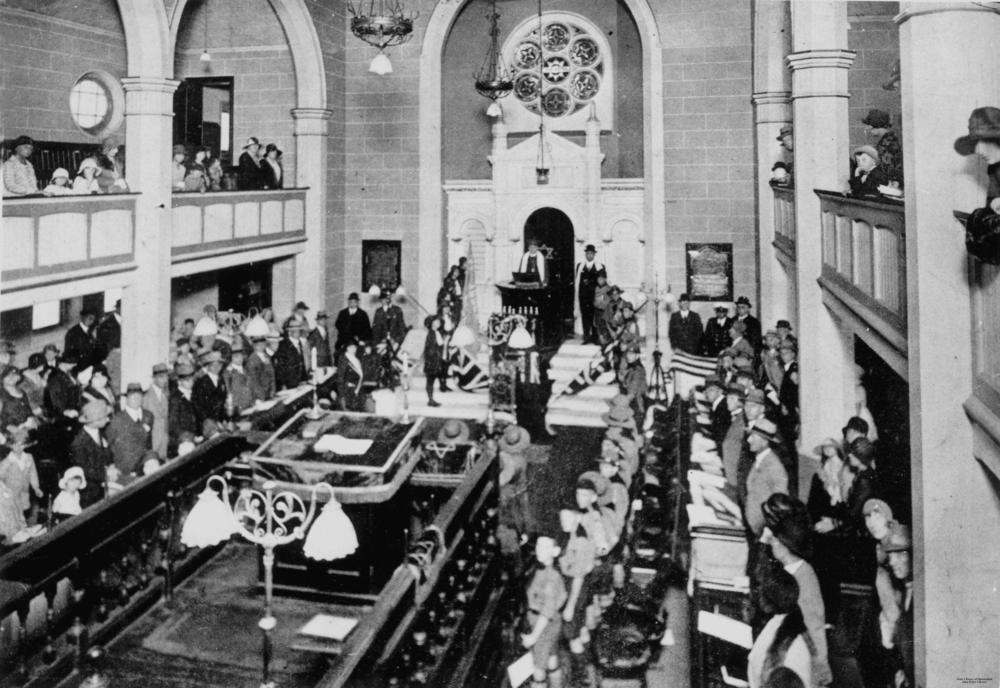
Innenansicht (1930)

Die Synagoge in Brisbane, der Hauptstadt des australischen Bundesstaates Queensland, wurde 1885/86 errichtet. Die Synagoge mit der Adresse Margaret Street Nr. 98 ist seit 1992 ein geschütztes Baudenkmal.
Die Synagoge im Stil des Historismus, einer Mischung aus gotischen und byzantinischen Stilelementen, wurde nach Plänen des Architekten  Arthur Morry erbaut. Die Einweihung fand am 18. Juli 1886  statt. Das Bauwerk aus Ziegelsteinen besitzt 400 Plätze für Männer und 260 Plätze auf den Frauenemporen. 
Über dem großen Rundbogenportal an der Straßenseite befindet sich eine Rosette, die von zwei schmalen Türmen flankiert wird. Zwischen den zwei Türmen schließt das Gebäude mit einem Dreiecksgiebel ab.  